# البناء (جريدة)
البناء، هي جريدة يومية لبنانية نشرت في العربية في بيروت، لبنان. تأسست عام 1958، وتنشر الآن من قبل الشركة القومية للإعلام.
رئيس التحرير السياسي اللبناني ناصر قنديل.

## روابط خارجية
- الموقع الرسمي